# 판풀라

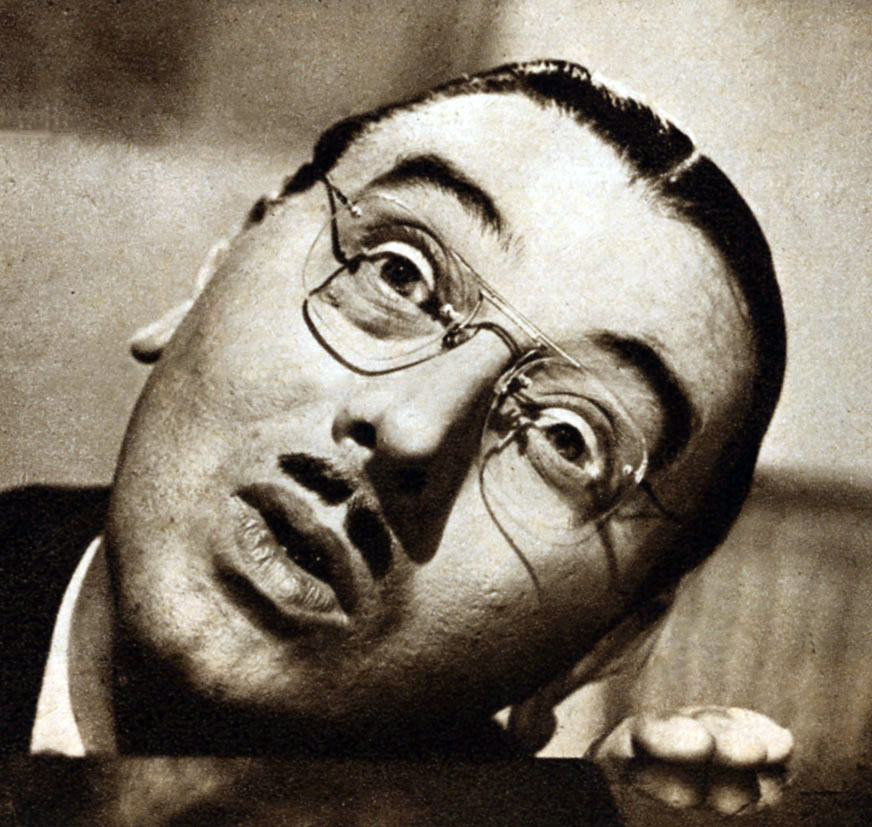

판풀라(Luigi Visconti, 1913년 2월 26일 ~ 1971년 1월 5일)는 이탈리아의 연극 배우, 영화배우이다.
로마에서 태어났으며 볼로냐에서 사망하였다. 사인은 심근 경색이다.

## 영화
- 사티리콘 (1969년)
- 미, 미, 미... 앤 디 아더스 (1966년)
- 로링 이어스 (1962년)
- 바그다드의 도둑 (1961년)
- 로프 포 조이 (1960년)
- 러브 인 로마 (1960년)